# Кот-д’Ивуар на летних Олимпийских играх 1976
Кот-д’Ивуар принимал участие в Летних Олимпийских играх 1976 года в Монреале (Канада) в четвёртый раз за свою историю, но не завоевал ни одной медали. Страну представляли восемь легкоатлетов. Кот-д’Ивуар был одной из двух африканских стран, не принявшей участие в бойкоте.
Селестин Н'Дрин стала первой женщиной из Кот-д’Ивуара, выступившей на Олимпийских играх. Во время соревнований ей было 13 лет.

## Результаты соревнований

### Лёгкая атлетика
Мужчины
| Соревнование          | Спортсмен                                                       | Первый раунд/ квалификация | Первый раунд/ квалификация | Четвертьфинал | Четвертьфинал | Полуфинал | Полуфинал | Финал     | Финал     |
| Соревнование          | Спортсмен                                                       | Результат                  | Место                      | Результат     | Место         | Результат | Место     | Результат | Место     |
| --------------------- | --------------------------------------------------------------- | -------------------------- | -------------------------- | ------------- | ------------- | --------- | --------- | --------- | --------- |
| 100 метров            | Амаду Мейте                                                     | 10,53                      | 2                          | 10,45         | 3             | 10,46     | 6         | не прошёл | не прошёл |
| 200 метров            | Жорж Каблан Деньян                                              | 21,57                      | 3                          | 20,91         | 2             | 21,14     | 5         | не прошёл | не прошёл |
| 400 метров            | Авоньян Ногбун                                                  | 48,24                      | 6                          | не прошёл     | не прошёл     | не прошёл | не прошёл | не прошёл | не прошёл |
| Эстафета 4×100 метров | Арсен Кра Конан, Жорж Каблан Деньян, Гастон Гуадьо, Амаду Мейте | 40,23                      | 6                          |               |               | 40,64     | 7         | не прошли | не прошли |
| Прыжки в длину        | Бру Куаку                                                       | 7,20                       | 28                         |               |               |           |           | не прошёл | не прошёл |
| Метание копья         | Жак Ай Абеи                                                     | 78,40                      | 17                         |               |               |           |           | не прошёл | не прошёл |

Женщины
| Соревнование | Спортсмен       | Первый раунд | Первый раунд | Четвертьфинал | Четвертьфинал | Полуфинал | Полуфинал | Финал     | Финал     |
| Соревнование | Спортсмен       | Результат    | Место        | Результат     | Место         | Результат | Место     | Результат | Место     |
| ------------ | --------------- | ------------ | ------------ | ------------- | ------------- | --------- | --------- | --------- | --------- |
| 400 метров   | Селестин Н'Дрин | 54,13        | 7            | не прошла     | не прошла     | не прошла | не прошла | не прошла | не прошла |
| 800 метров   | Селестин Н'Дрин | 2:04,54      | 6            |               |               | не прошла | не прошла | не прошла | не прошла |